# Атомні підводні човни з балістичними ракетами США
Атомні підводні човни з балістичними ракетами США несли значну частину міжконтинентальних балістичних ракет США. На 2008 ракети Трайдент складали 32% розгорнутих ядерних боєголовок США. Ракети Поляріс і Трайден перебували на озброєнні АПЧ ВМФ Великої Британії. За цей період в СРСР було прийнято на озброєння 15 типів міжконентальних балістичних ракет для 8 класів ядерних підводних човнів і одного класу дизельних човнів.

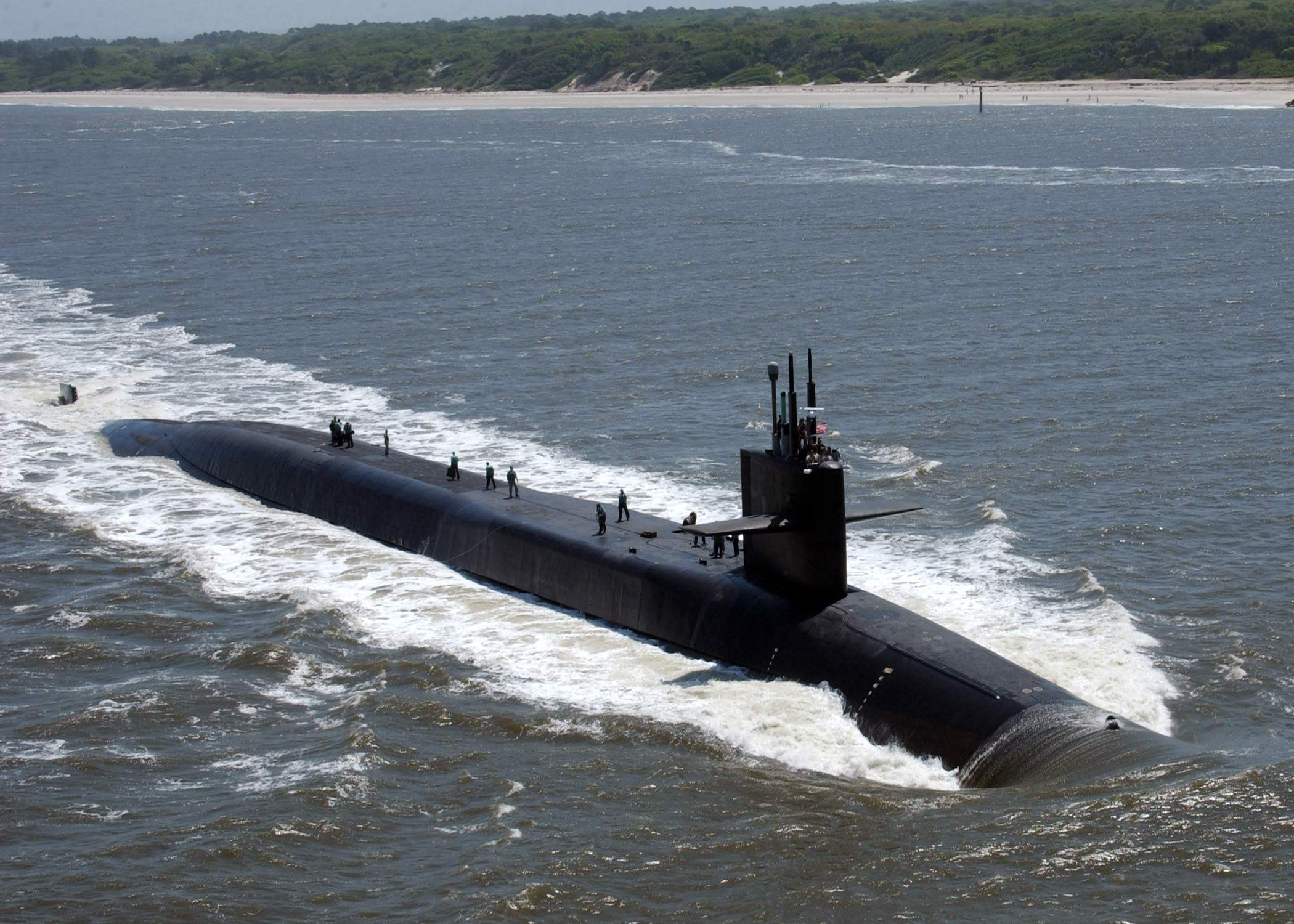
USS Florida класу Ohio

## Історія
З 1960-х років до нашого часу було побудовано 59 атомних підводних човнів шести типів — носіїв балістичних ракет. Впродовж цього часу було прийнято на озброєння шість типів балістичних ракет підводних човнів (англ. Submarine-launched ballistic missile (SLBM)), кожен з яких перед прийняттям нового типу отримував декілька модифікацій. Через це в різні періоди на озброєнні одночасно перебувало декілька типів ракет незалежно від типу підводного човна. Однотипні підводні човни могли мати на озброєнні найновіші типи ракет і ракети більш ранніх поколінь.
Так роботи над ракетою Polaris A-2 розпочались у той час, коли ще не була прийнята на озброєння ракета Polaris А-1, яку вважали перехідною моделлю. Через це ракета Polaris A-1 використовувалась доволі нетривалий час через майже одночасне прийняття на озброєння модифікації А-2. Схожим чином при розробці нових ракет по програмі Підводної ракети дальнього радіуса дії (англ. Undersea Long-range Missile System (ULMS)) тестування перехідної моделі Trident І ще не були завершені, коли розпочались тестування Trident II D-5. Обидві модифікації довший час використовувались одночасно.

### Типи балістичних ракет
|              |                                              |                              |                        |                              |  |  |
| Позначення   | Кількість боєголовок                         | Кількість виготовлених ракет | Прийняття на озброєння | Знято з озброєння            |  |  |
| Polaris A-1  | 1×MRV, W47-Y1 • 600 Кт                       | 163                          | листопад 1960          | 2 червня 1964 14 жовтня 1965 |  |  |
| Polaris A-2  | 1×RV W47 Y2 • 1,2 Мт                         | 346                          | 6 травня 1962          | 1 листопада 1974             |  |  |
| Polaris A-3  | 3xMRV W58 • 3×200 Кт                         | 644                          | 28 вересня 1964        | 1983                         |  |  |
| Poseidon C-3 | 10xMIRV W76 • 100 Кт 14xMIRV W68 • 40-50 Кт  | 619                          | 31 березня 1971        | 1992-1996                    |  |  |
| Trident C-4  | 8xW76 • 100 Кт                               | бл. 600                      | лютий 1979             | 2005                         |  |  |
| Trident D-5  | 8xW88/Mk-5 • 475 Кт або 14xW76/Mk-4 • 100 Кт | 533                          | березень 1990          |                              |  |  |

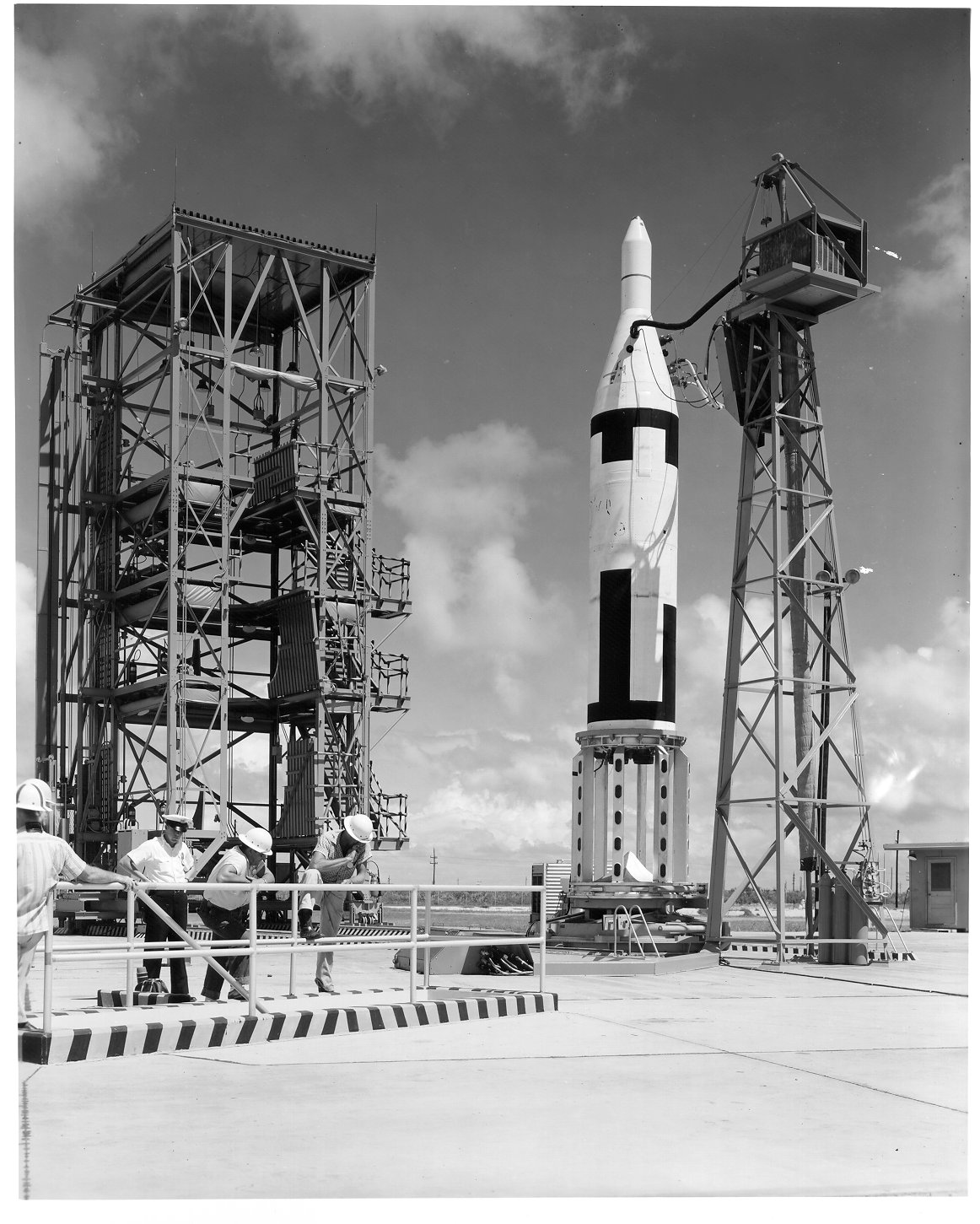
Polaris-А1 перед тестовим пуском
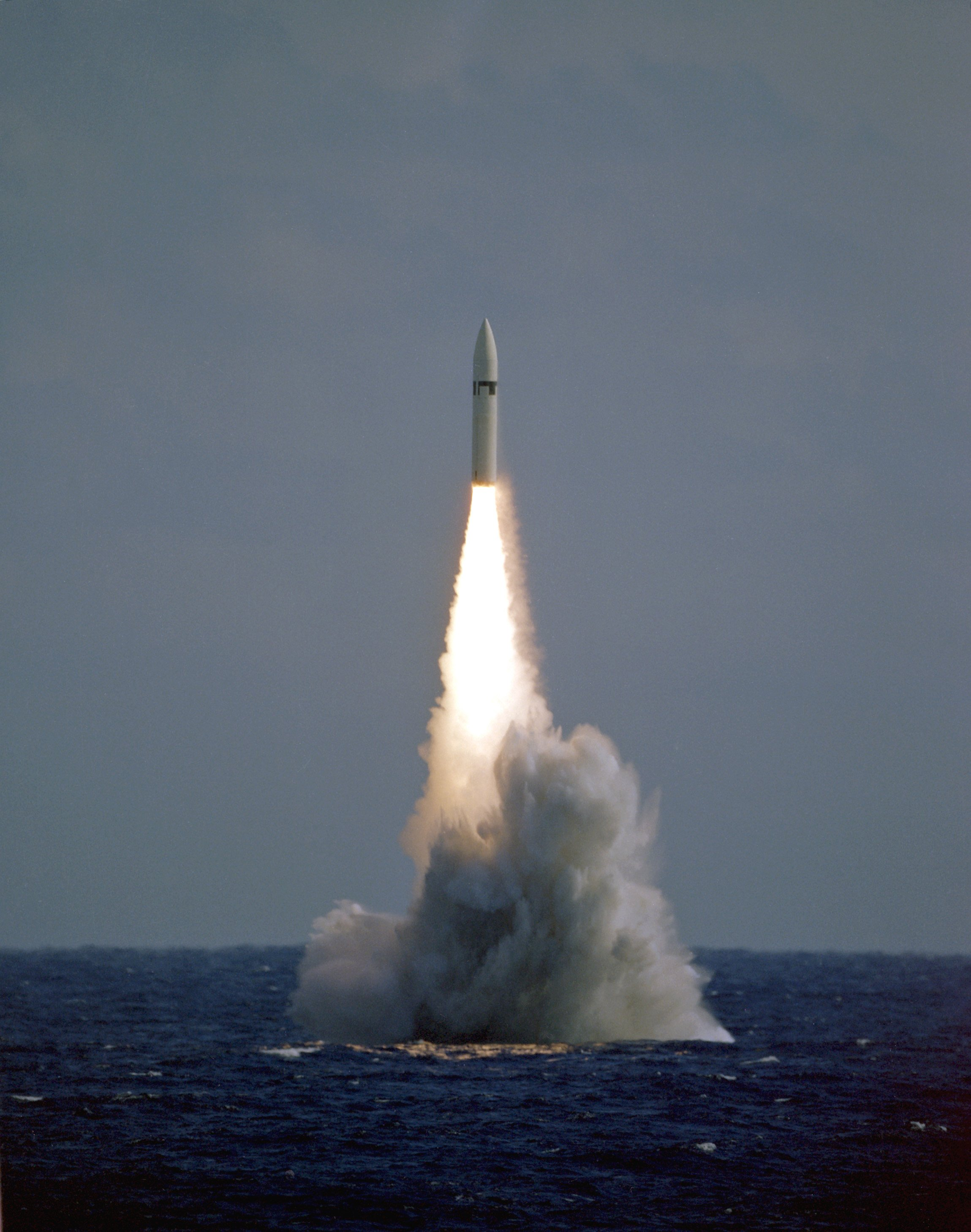
Запуск Polaris A3. 1978
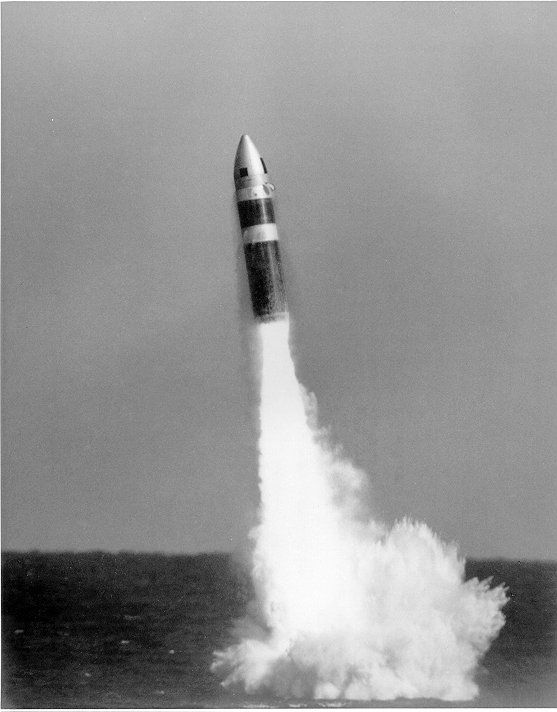
Політ Poseidon-С3
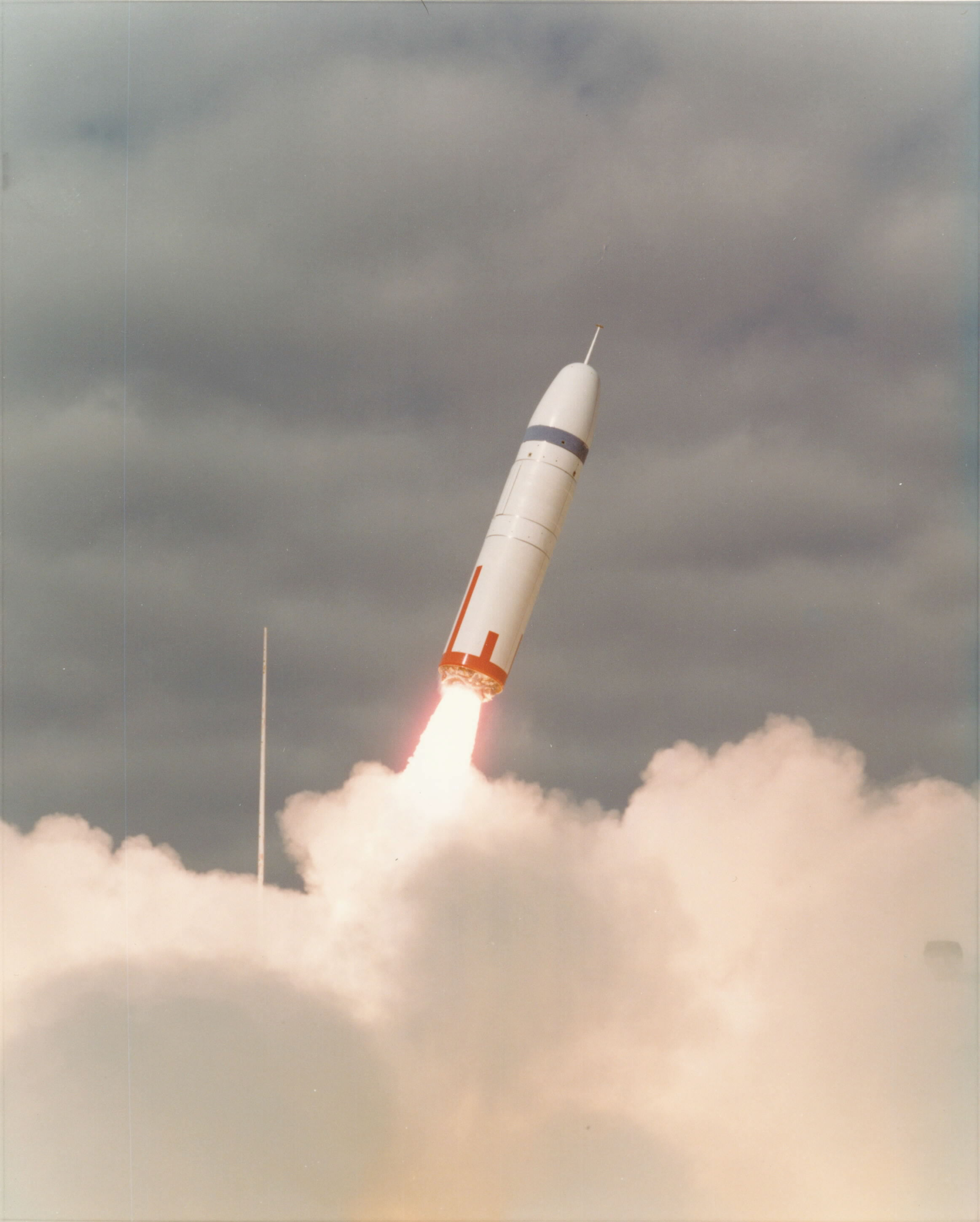
Запуск Trident І. 1977
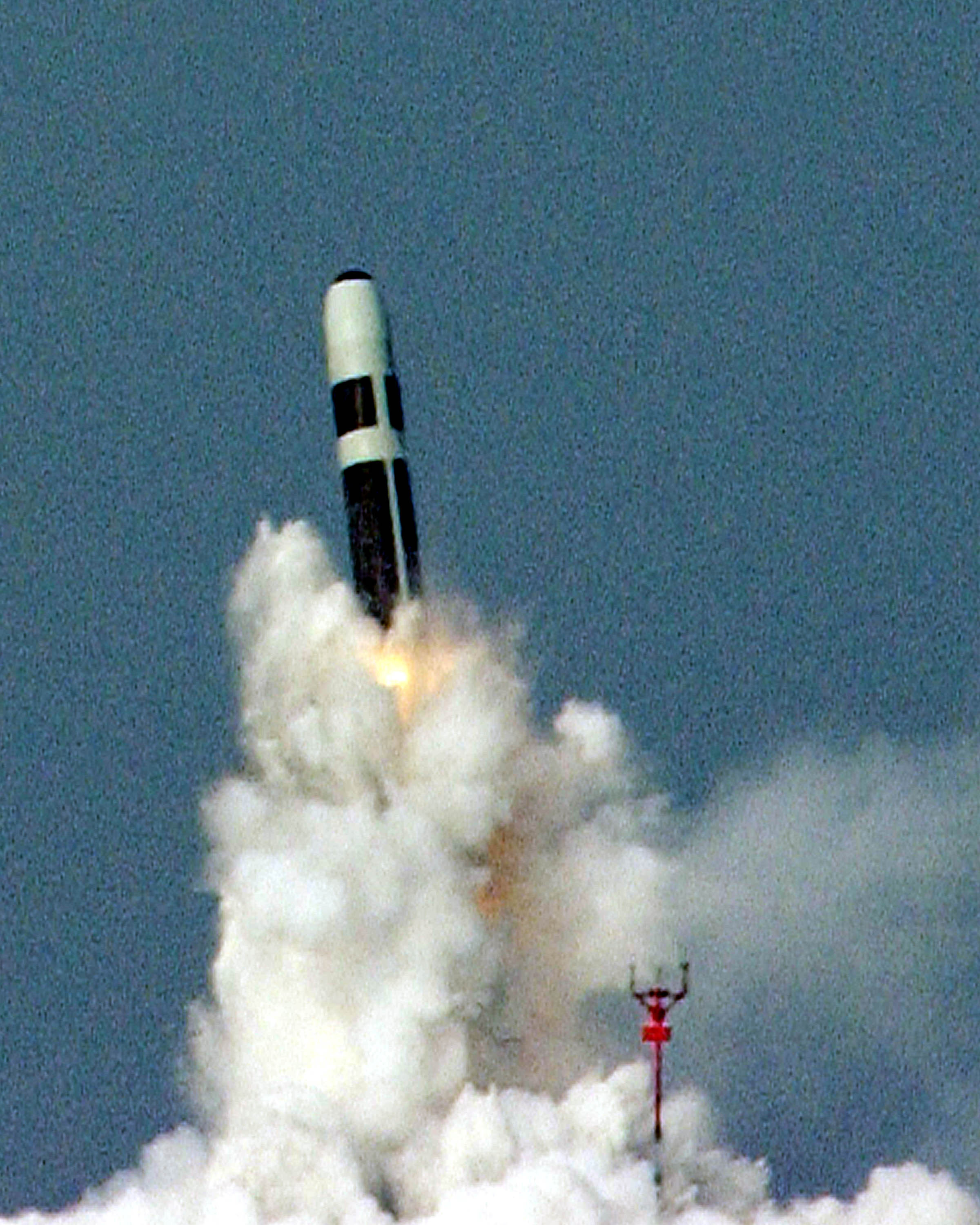
Запуск Trident II

### Класи підводних човнів з МКБР
|                      |                     |                 |                                         |                   |  |  |
| Підводні човни класу | Кількість п. човнів | Водотоннажність | Кількість МКБР                          | Роки експлуатації |  |  |
| George Washington    | 5                   | 5900/6700       | 16                                      | 1959              |  |  |
| Ethan Allen          | 5                   | 6400/7900 т     | 16                                      | 1961              |  |  |
| Lafayette            | 9                   | 6650/8250 т     | 16                                      | 1963              |  |  |
| James Madison        | 10                  | 7250/8250 т     | 16                                      | 1964              |  |  |
| Benjamin Franklin    | 12                  | 7325/8251 т     | 16                                      | з 1965            |  |  |
| Ohio                 | 18                  | 16764/18750 т   | 24 ракетні шахти 154 BGM-109 «Томагавк» | з 1981            |  |  |

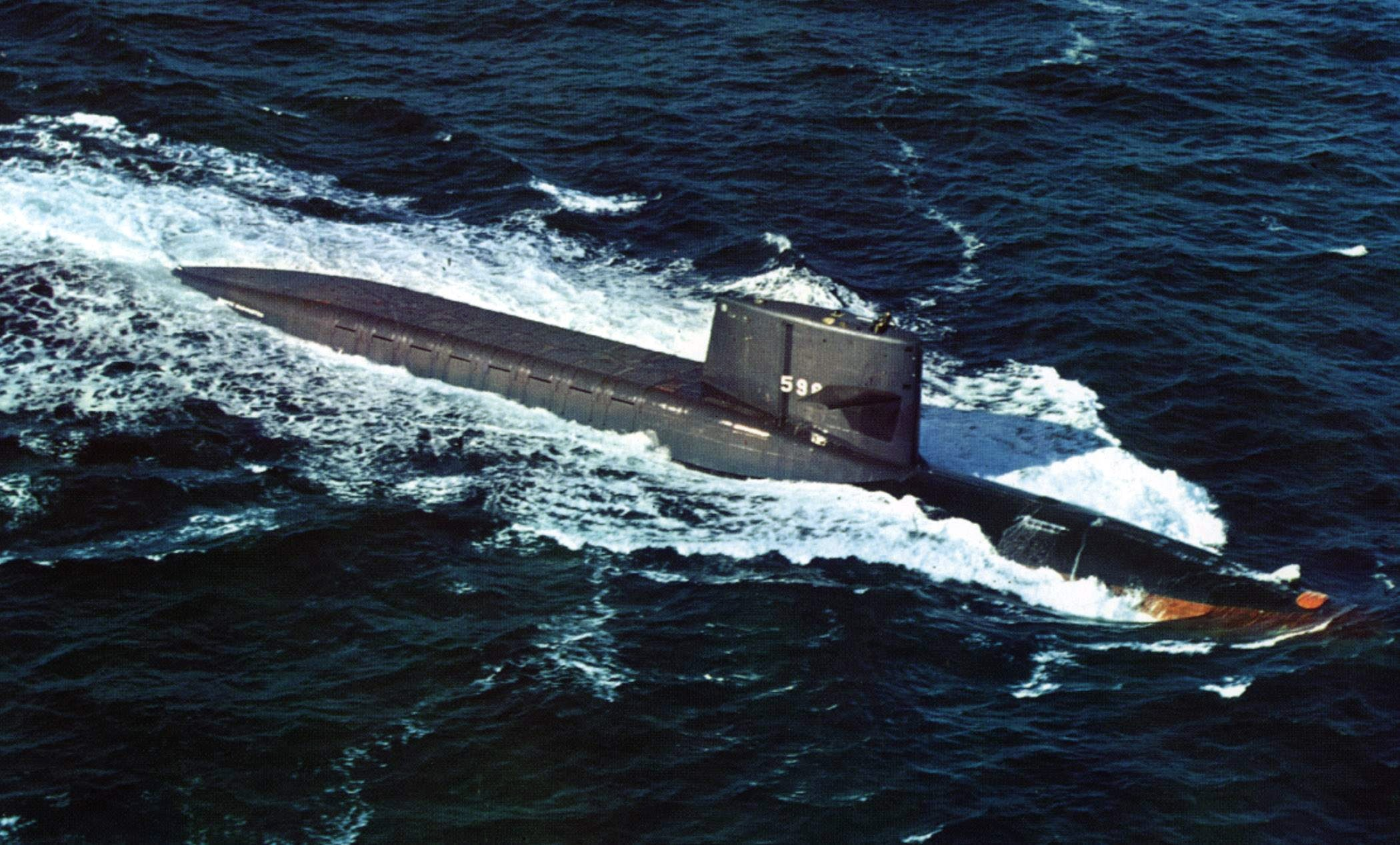
USS George Washington
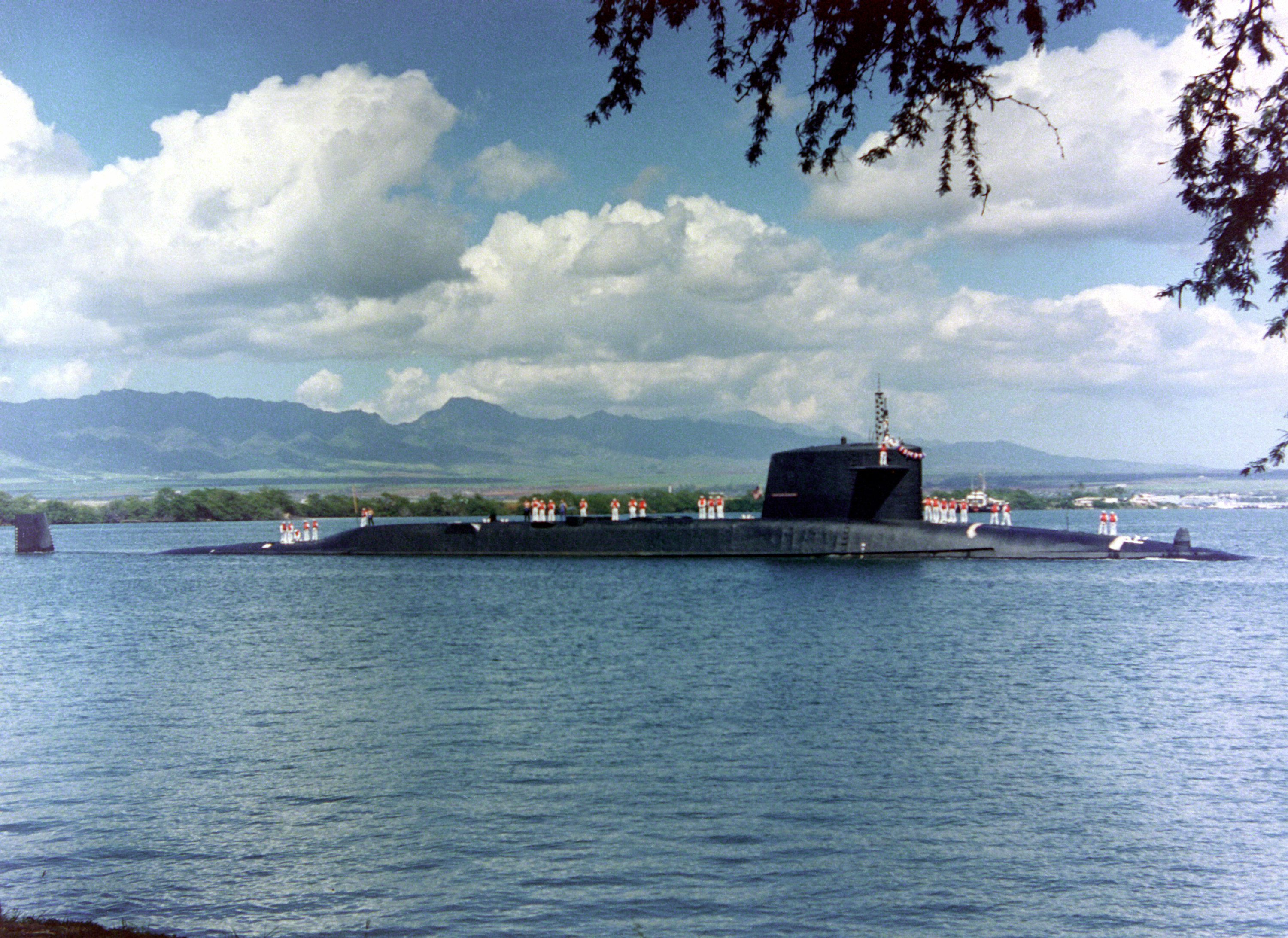
USS Sam Houston класу Ethan Allen
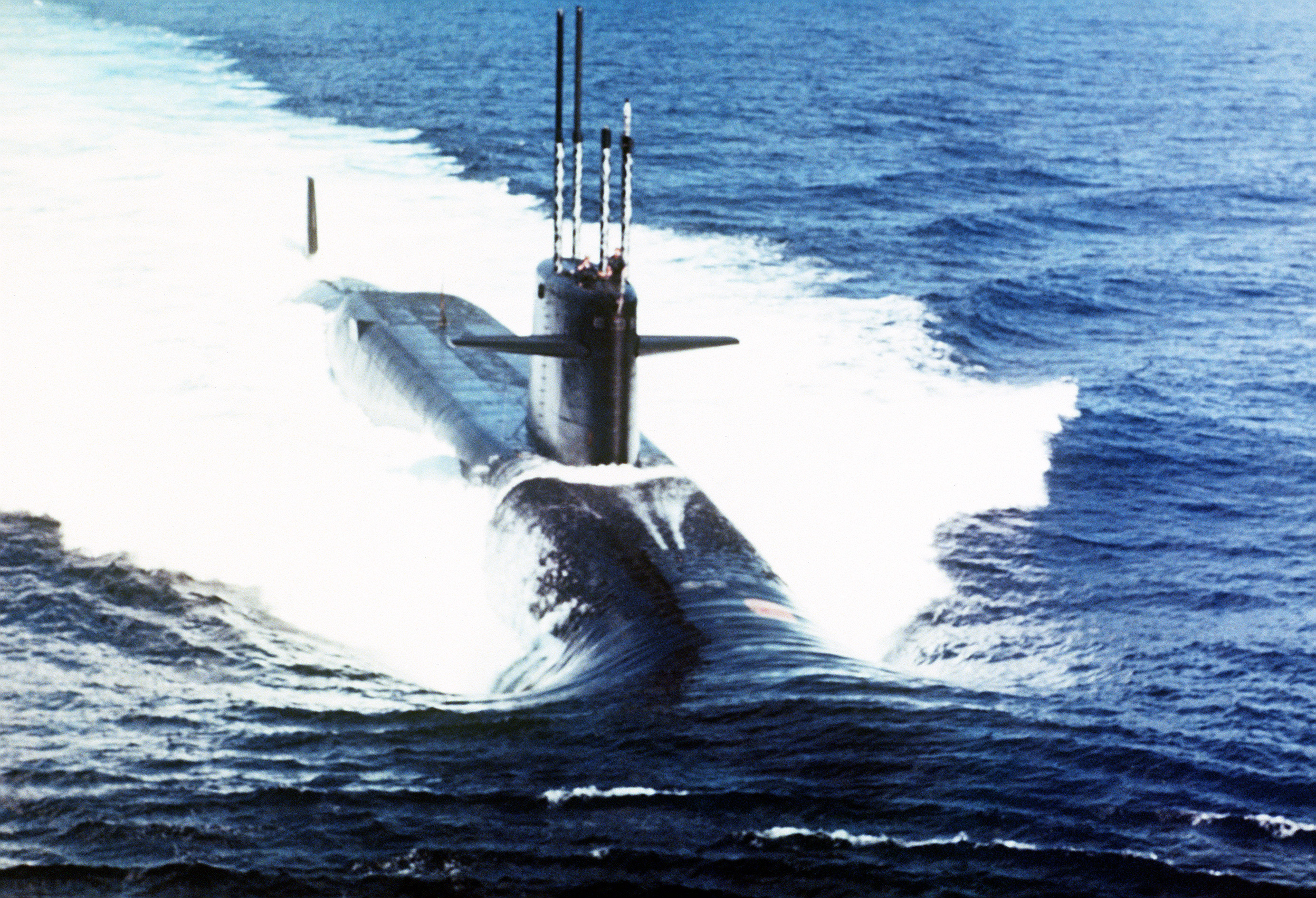
USS Andrew Jackson класу Lafayette
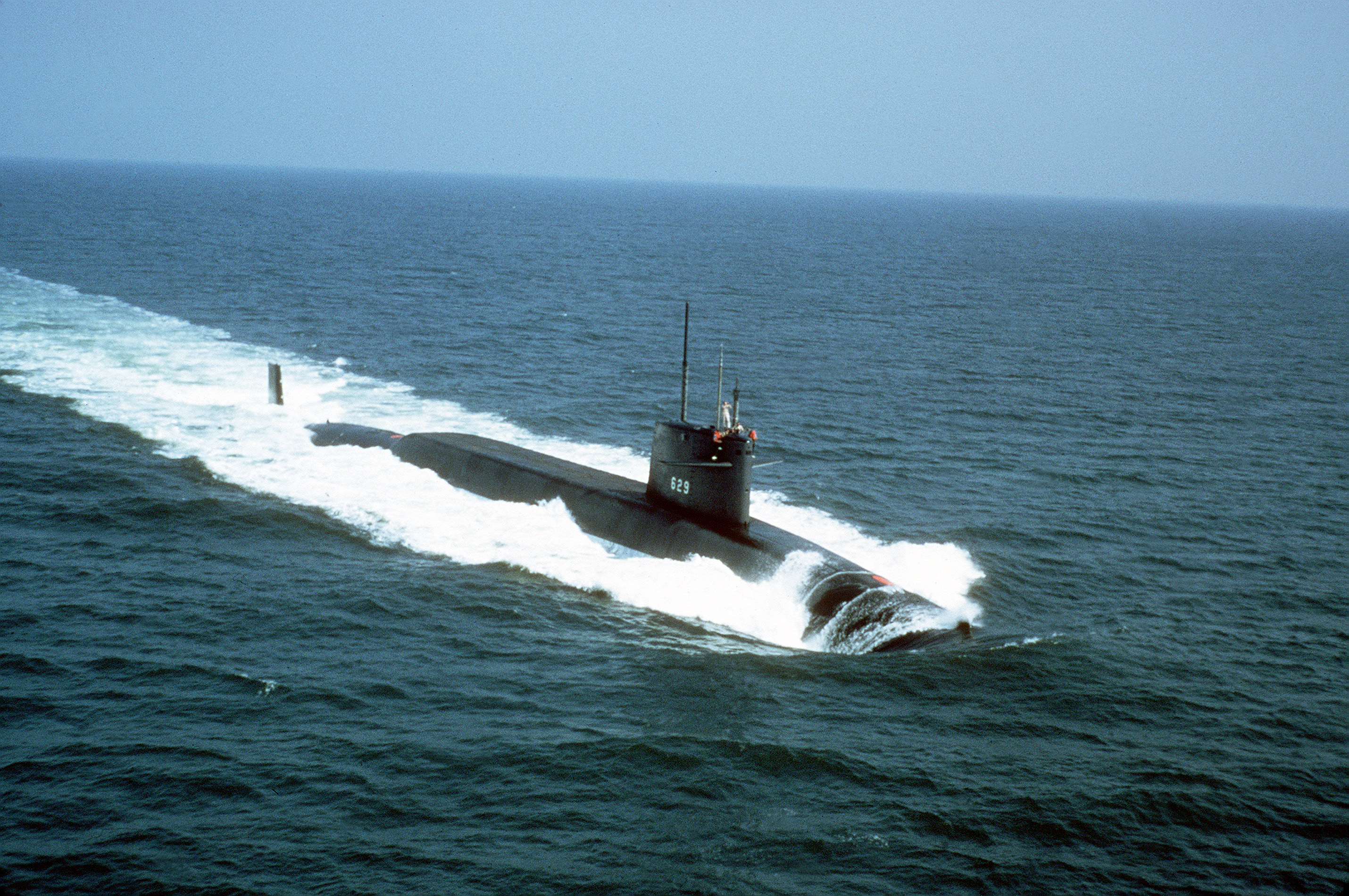
USS Daniel Boone класу James Madison
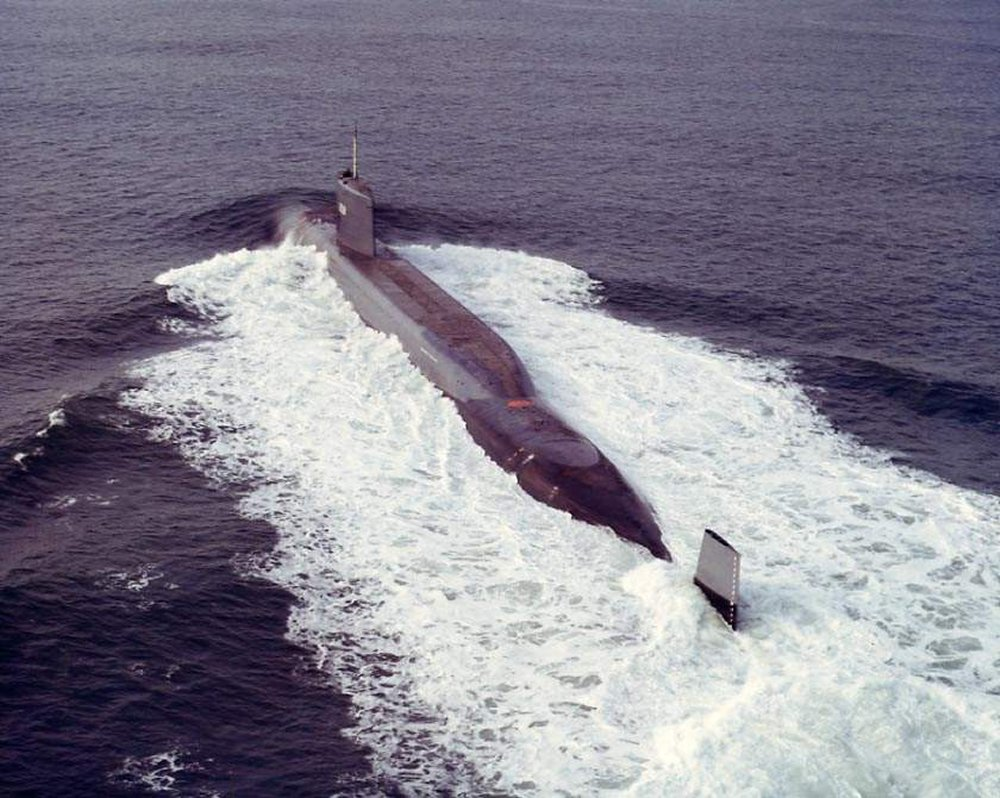
USS Mariano G. Vallejo класу Benjamin Franklin

### Озброєння підводних човнів
|    |                              |            |                      |                                                                               |                                          |  |
| %  | Підводний човен              | Позначення | Клас                 | Озброєння                                                                     | Статус                                   |  |
| 1  | USS George Washington        | SSBN 598   | «Джордж Вашингтон»   | Polaris A-1 (1960–1964) Polaris A-3/A-3T (1966–1983)                          | виведений з діючого флоту 30 грудня 1959 |  |
| 2  | USS Patrick Henry            | SSBN-599   | «Джордж Вашингтон»   | Polaris A-1 (1960–1964) Polaris A-3/A-3T (1966–1982)                          | виведений 11 квітня 1960                 |  |
| 3  | USS Theodore Roosevelt       | SSBN-600   | «Джордж Вашингтон»   | Polaris A-1 (1961–1965) Polaris A-3/A-3T (1967–1980)                          | виведений 13 лютого 1961                 |  |
| 4  | USS Robert E. Lee            | SSBN-601   | «Джордж Вашингтон»   | Polaris A-1 (1960–1965) Polaris A-3/A-3T (1966–1982)                          | виведений 15 вересня 1960                |  |
| 5  | USS Abraham Lincoln          | SSBN-602   | «Джордж Вашингтон»   | Polaris A-1 (1961–1965) Polaris A-3/A-3T (1967–1980)                          | виведений 11 березня 1961                |  |
| 6  | USS Ethan Allen              | SSBN-608   | «Етен Аллен»         | Polaris A-2 (1962 — сер. 70-х) Polaris A-3T (сер. 70-х — 1980)                | виведений 8 серпня 1961                  |  |
| 7  | USS Sam Houston              | SSBN-609   | «Етен Аллен»         | Polaris A-2 (1962–1972) Polaris A-3T (1974–1980)                              | 6 березня 1962                           |  |
| 8  | USS Thomas A. Edison         | SSBN-610   | «Етен Аллен»         | Polaris A-2 (1962–1973) Polaris A-3T (1974–1980)                              | 10 березня 1962                          |  |
| 9  | USS John Marshall            | SSBN-611   | «Етен Аллен»         | Polaris A-2 (1962–1974) Polaris A-3T (1976–1981)                              | 21 травня 1962                           |  |
| 10 | USS Thomas Jefferson         | SSBN-618   | «Етен Аллен»         | Polaris A-2 (1963–1974) Polaris A-3T (1975–1981)                              | 4 січня 1963                             |  |
| 11 | USS Lafayette                | SSBN-616   | «Лафаєт»             | Polaris A-2 (1964–1972) Poseidon C-3 (1975–1990)                              | 23 квітня 1963                           |  |
| 12 | USS Alexander Hamilton       | SSBN-617   | «Лафаєт»             | Polaris A-2 (1964–1973) Poseidon C-3 (1975–1992)                              | 27 червня 1963                           |  |
| 13 | USS Andrew Jackson           | SSBN-619   | «Лафаєт»             | Polaris A-2 (1964–1973) Poseidon C-3 (1976–1988)                              | 3 липня 1963                             |  |
| 14 | USS John Adams               | SSBN-620   | «Лафаєт»             | Polaris A-2 (1964–1968) Polaris A-3/A-3T (1969–1974) Poseidon C-3 (1977–1988) | 12 травня 1964                           |  |
| 15 | USS James Monroe             | SSBN-622   | «Лафаєт»             | Polaris A-2 (1964–1969) Polaris A-3/A-3T (1969–1975) Poseidon C-3 (1977–1990) | 7 грудня 1963                            |  |
| 16 | USS Nathan Hale              | SSBN-623   | «Лафаєт»             | Polaris A-2 (1964–1969) Polaris A-3/A-3T (1969–1973) Poseidon C-3 (1976–1986) | 23 листопада 1963                        |  |
| 17 | USS Woodrow Wilson           | SSBN-624   | «Лафаєт»             | Polaris A-2 (1964–1968) Polaris A-3/A-3T (1969–1973) Poseidon C-3 (1977–1992) | 27 грудня 1963                           |  |
| 18 | USS Henry Clay               | SSBN-625   | «Лафаєт»             | Polaris A-2 (1964–1969) Polaris A-3/A-3T (1969–1975) Poseidon C-3 (1977–1990) | 20 лютого 1964                           |  |
| 19 | USS Daniel Webster           | SSBN-626   | «Лафаєт»             | Polaris A-3/A-3T (1964–1975) Poseidon C-3 (1978–1990)                         | 9 квітня 1964                            |  |
| 20 | USS James Madison            | SSBN-627   | «Джеймс Медісон»     | Polaris A-3 (1965–1970) Poseidon C-3 (1971–1979) Trident I C-4 (1982–1991)    | 28 липня 1964                            |  |
| 21 | USS Tecumseh (SSBN-628)      | SSBN-628   | «Джеймс Медісон»     | Polaris A-3 (1964–1969) Poseidon C-3 (1970–1992)                              | 29 травня 1964                           |  |
| 22 | USS Daniel Boone             | SSBN-629   | «Джеймс Медісон»     | Polaris A-3 (1964–1969) Poseidon C-3 (1970–1980) Trident I C-4 (1980–1993)    | 23 квітня 1964                           |  |
| 23 | USS John C. Calhoun          | SSBN-630   | «Джеймс Медісон»     | Polaris A-3 (1965–1969) Poseidon C-3 (1971–1980) Trident I C-4 (1980–1993)    | 15 вересня 1964                          |  |
| 24 | USS Ulysses S. Grant         | SSBN-631   | «Джеймс Медісон»     | Polaris A-3 (1965–1969) Poseidon C-3 (1970–1992)                              | 17 липня 1964                            |  |
| 25 | USS Von Steuben              | SSBN-632   | «Джеймс Медісон»     | Polaris A-3 (1964–1970) Poseidon C-3 (1971–1980) Trident I C-4 (1982–1993)    | 30 вересня 1964                          |  |
| 26 | USS Casimir Pulaski          | SSBN-633   | «Джеймс Медісон»     | Polaris A-3 (1965–1970) Poseidon C-3 (1971–1980) Trident I C-4 (1982–1993)    | 14 серпня 1964                           |  |
| 27 | USS Stonewall Jackson        | SSBN-634   | «Джеймс Медісон»     | Polaris A-3 (1965–1970) Poseidon C-3 (1971–1981) Trident I C-4 (1981–1994)    | 26 серпня 1964                           |  |
| 28 | USS Sam Rayburn              | SSBN-635   | «Джеймс Медісон»     | Polaris A-3 (1965–1969) Poseidon C-3 (1971–1985)                              | 2 грудня 1964                            |  |
| 29 | USS Nathanael Greene         | SSBN-636   | «Джеймс Медісон»     | Polaris A-3 (1964–1970) Poseidon C-3 (1971–1986)                              | 19 грудня 1964                           |  |
| 30 | USS Benjamin Franklin        | SSBN-640   | «Бенджамін Франклін» | Polaris A-3 (1966–1971) Poseidon C-3 (1972–1979) Trident I C-4 (1981–1993)    | 22 жовтня 1965                           |  |
| 31 | USS Simon Bolivar            | SSBN-641   | «Бенджамін Франклін» | Polaris A-3 (1966–1971) Poseidon C-3 (1972–1979) Trident I C-4 (1980–1994)    | 29 жовтня 1965                           |  |
| 32 | USS Kamehameha               | SSBN-642   | «Бенджамін Франклін» | Polaris A-3 (1966–1971) Poseidon C-3 (1973–1992)                              | 10 грудня 1965                           |  |
| 33 | USS George Bancroft          | SSBN-643   | «Бенджамін Франклін» | Polaris A-3 (1966–1971) Poseidon C-3 (1973–1980) Trident I C-4 (1982–1993)    | 22 січня 1966                            |  |
| 34 | USS Lewis and Clark          | SSBN-644   | «Бенджамін Франклін» | Polaris A-3 (1966–1971) Poseidon C-3 (1973–1991)                              | 22 грудня 1965                           |  |
| 35 | USS James K. Polk            | SSBN-645   | «Бенджамін Франклін» | Polaris A-3 (1967–1971) Poseidon C-3 (1972–1992)                              | 16 квітня 1966                           |  |
| 36 | USS George C. Marshall       | SSBN-654   | «Бенджамін Франклін» | Polaris A-3 (1967–1971) Poseidon C-3 (1973–1991)                              | 29 квітня 1966                           |  |
| 37 | USS Henry L. Stimson         | SSBN-655   | «Бенджамін Франклін» | Polaris A-3 (1967–1971) Poseidon C-3 (1973–1979) Trident I C-4 (1980–1992)    | 20 серпня 1966                           |  |
| 38 | USS George Washington Carver | SSBN-656   | «Бенджамін Франклін» | Polaris A-3 (1966–1971) Poseidon C-3 (1973–1991)                              | 15 червня 1966                           |  |
| 39 | USS Francis Scott Key        | SSBN-657   | «Бенджамін Франклін» | Polaris A-3 (1967–1972) Poseidon C-3 (1973–1978) Trident I C-4 (1979–1993)    | 3 грудня 1966                            |  |
| 40 | USS Mariano G. Vallejo       | SSBN-658   | «Бенджамін Франклін» | Polaris A-3 (1967–1972) Poseidon C-3 (1974–1979) Trident I C-4 (1979–1994)    | 16 грудня 1966                           |  |
| 41 | USS Will Rogers              | SSBN-659   | «Бенджамін Франклін» | Polaris A-3 (1967–1972) Poseidon C-3 (1977–1991)                              | 1 квітня 1967                            |  |
| 42 | USS Ohio                     | SSGN-726   | «Огайо»              | Trident I C-4 (1982–2002)                                                     | 11 листопада 1981                        |  |
| 43 | USS Michigan                 | SSGN-727   | «Огайо»              | Trident I C-4 (1983–2003)                                                     | 11 вересня 1982                          |  |
| 44 | USS Florida                  | SSGN-728   | «Огайо»              | Trident I C-4 (1983–2003)                                                     | 18 червня 1983                           |  |
| 45 | USS Georgia                  | SSGN-729   | «Огайо»              | Trident I C-4 (1984–2005)                                                     | 11 лютого 1984                           |  |
| 46 | USS Henry M. Jackson         | SSBN-730   | «Огайо»              | Trident I C-4 (1985–2000) Trident II D-5 (з 2003)                             | діючий                                   |  |
| 47 | USS Alabama (SSBN-731)       | SSBN-731   | «Огайо»              | Trident I C-4 (1986–2000) Trident II D-5 (з 2003)                             | діючий                                   |  |
| 48 | USS Alaska                   | SSBN-732   | «Огайо»              | Trident I C-4 (1986–2005) Trident II D-5 (з 2008)                             | діючий                                   |  |
| 49 | USS Nevada                   | SSBN-733   | «Огайо»              | Trident I C-4 (1986–2006) Trident II D-5 (з 2008)                             | діючий                                   |  |
| 50 | USS Tennessee                | SSBN-734   | «Огайо»              | Trident II D-5 (з 1990)                                                       | діючий                                   |  |
| 51 | USS Pennsylvania             | SSBN-735   | «Огайо»              | Trident II D-5 (з 1990)                                                       | діючий                                   |  |
| 52 | USS West Virginia            | SSBN-736   | «Огайо»              | Trident II D-5 (з 1991)                                                       | діючий                                   |  |
| 53 | USS Kentucky                 | SSBN-737   | «Огайо»              | Trident II D-5 (з 1993)                                                       | діючий                                   |  |
| 54 | USS Maryland                 | SSBN-738   | «Огайо»              | Trident II D-5 (з 1993)                                                       | діючий                                   |  |
| 55 | USS Nebraska (SSBN-739)      | SSBN-739   | «Огайо»              | Trident II D-5 (з 1994)                                                       | діючий                                   |  |
| 56 | USS Rhode Island (SSBN-740)  | SSBN-740   | «Огайо»              | Trident II D-5 (з 1995)                                                       | діючий                                   |  |
| 57 | USS Maine                    | SSBN-741   | «Огайо»              | Trident II D-5 (з 1996)                                                       | діючий                                   |  |
| 58 | USS Wyoming                  | SSBN-742   | «Огайо»              | Trident II D-5 (з 1997)                                                       | діючий                                   |  |
| 59 | USS Louisiana                | SSBN-743   | «Огайо»              | Trident II D-5 (з 1998)                                                       | діючий                                   |  |